# Österreichische Alpine Skimeisterschaften 2014
Die Österreichischen Alpinen Skimeisterschaften 2014 fanden vom 18. bis 27. März in Kärnten in Innerkrems sowie in Vorarlberg statt, wo Schruns und Gaschurn die Austragungsorte waren.

## Herren

### Riesenslalom
| Platz | Name                  | Zeit        |
| ----- | --------------------- | ----------- |
| 01    | Kryštof Krýzl (CZE)   | 1:51,47 min |
| 02    | Sergei Maytakov (RUS) | 1:52,28 min |
| 03    | Philipp Schörghofer   | 1:52,36 min |
| 04    | Magnus Walch          | 1:52,43 min |
| 07    | Marcel Mathis         | 1:52,99 min |

Datum: 18. März 2014

Ort: Schruns

Piste: Seebliga

Start: 2055 m, Ziel: 1770 m

Höhendifferenz: 285 m

### Slalom
| Platz | Name                   | Zeit        |
| ----- | ---------------------- | ----------- |
| 01    | Reinfried Herbst       | 1:26,54 min |
| 02    | Ramon Zenhäusern (SUI) | 1:26,56 min |
| 03    | Wolfgang Hörl          | 1:26,78 min |
| 04    | Manuel Feller          | 1:27,01 min |
| 05    | Marc Gini (SUI)        | 1:27,11 min |

Datum: 19. März 2014

Ort: Gaschurn
Piste: Spatla

Start: 1976 m, Ziel: 1822 m

Höhendifferenz: 154 m

### Super-Kombination
| Platz | Name                 | Zeit        |
| ----- | -------------------- | ----------- |
| 01    | Frederic Berthold    | 1:40,58 min |
| 02    | Ivica Kostelić (CRO) | 1:40,63 min |
| 05    | Daniel Danklmaier    | 1:41,05 min |
| 09    | Bernhard Graf        | 1:41,42 min |

Datum: 4. Januar 2014

Ort: Innerkrems

## Damen

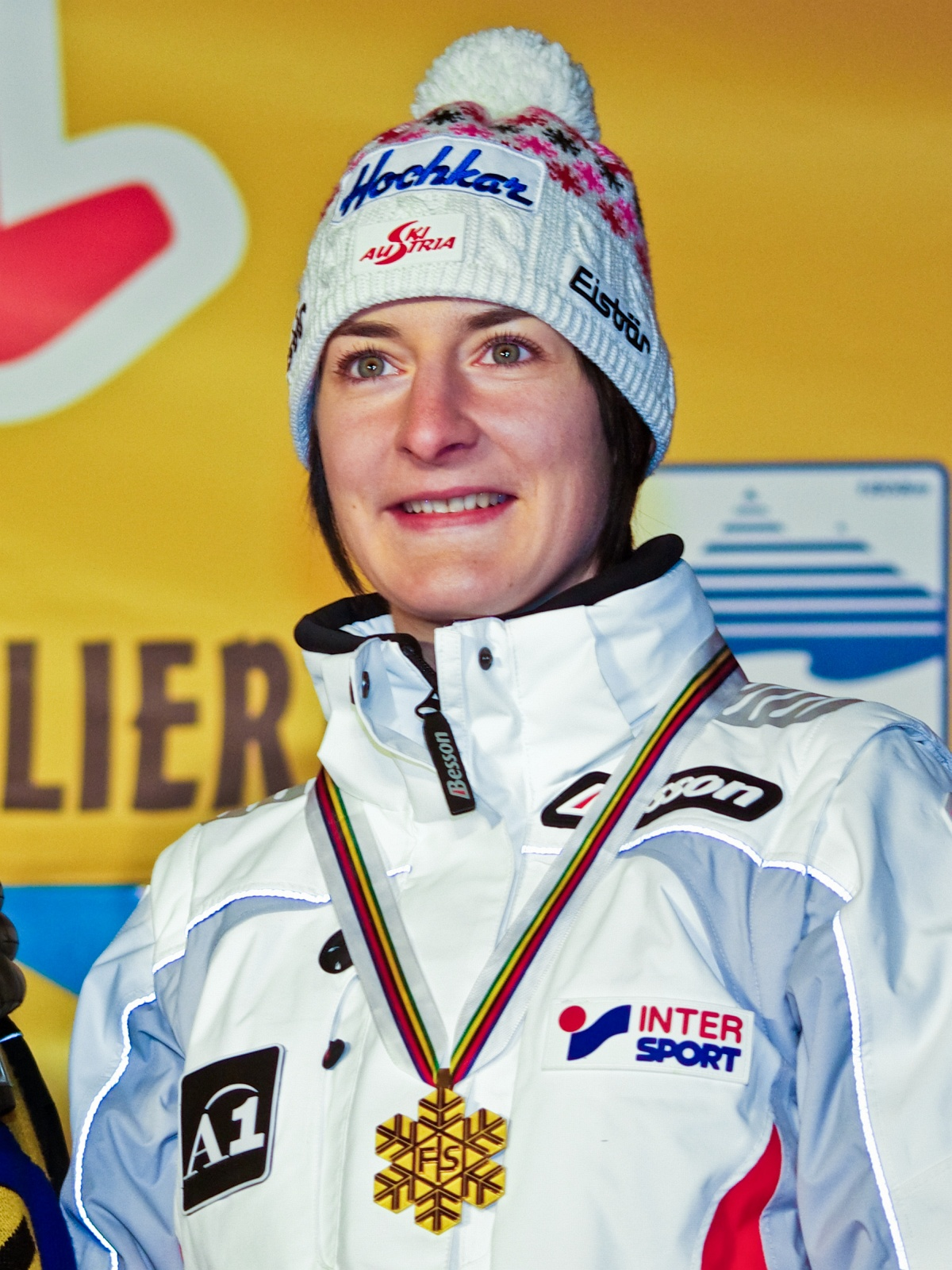
Zweifache Österreichische Meisterin 2014 Kathrin Zettel (Slalom und Riesenslalom) mit ihrer Super-Kombinations-Goldmedaille von Val-d’Isère 2009

### Riesenslalom
| Platz | Name                | Zeit        |
| ----- | ------------------- | ----------- |
| 01    | Kathrin Zettel      | 1:53,12 min |
| 02    | Rosina Schneeberger | 1:53,33 min |
| 03    | Stephanie Brunner   | 1:54,01 min |
| 04    | Katharina Truppe    | 1:54,22 min |
| 05    | Eva-Maria Brem      | 1:54,38 min |
| 06    | Mirjam Puchner      | 1:54,55 min |
| 07    | Andrea Fischbacher  | 1:54,58 min |
| 08    | Carmen Thalmann     | 1:54,61 min |

Datum: 19. März 2014

Ort: Schruns

Piste: Seebliga

Start: 2055 m, Ziel: 1770 m

Höhendifferenz: 385 m

### Slalom
| Platz | Name                 | Zeit        |
| ----- | -------------------- | ----------- |
| 01    | Kathrin Zettel       | 1:29,45 min |
| 02    | Michaela Kirchgasser | 1:30,66 min |
| 03    | Bernadette Schild    | 1:30,74 min |
| 04    | Lisa-Maria Zeller    | 1:31,10 min |
| 05    | Alexandra Daum       | 1:31,12 min |

Datum: 18. März 2014

Ort: Gaschurn
Piste: Spatla

Start: 1976 m, Ziel: 1822 m

Höhendifferenz: 154 m

### Super-Kombination
| Platz | Name               | Zeit        |
| ----- | ------------------ | ----------- |
| 01    | Anna Fenninger     | 1:47,42 min |
| 02    | Sabrina Maier      | 1:48,09 min |
| 03    | Ramona Siebenhofer | 1:48,10 min |

Datum: 8. Januar 2014

Ort: Innerkrems